# Juriconnexion
Juriconnexion est une association française créée en 1988. Elle rassemble les utilisateurs professionnels de produits électroniques d'information juridique. En particulier, elle est ouverte aux juristes, documentalistes, avocats, notaires, administrations, banques, grandes entreprises et collectivités territoriales.
Ses objectifs sont notamment de contribuer à l'amélioration de la qualité des produits et services offerts et de se documenter sur les nouveaux produits pour aider les utilisateurs.
L’association organise des journées d'études, des ateliers thématiques et des journées de formation,.
L'association liste sur son wiki plusieurs ressources juridiques en accès libre.